# Wapen van Eemsmond

Het wapen van de gemeente Eemsmond.

Het wapen van Eemsmond is op 18 november 1991 aan de nieuw ontstane Groninger gemeente Eemsmond toegekend. Vanaf 2019 is het wapen niet langer als gemeentewapen in gebruik omdat de gemeente Eemsmond in de nieuwe gemeente Het Hogeland op is gegaan.

## Symboliek
Het wapen heeft vier elementen die op de geschiedenis van het gebied wijzen.
- De zeemeermin: de zeemeermin verwijst naar de verbondenheid die de gemeente heeft met de zee. Zij komt uit het wapen van Uithuizermeeden.
- Het Johannieter kruis: dit kruis verwijst naar de gemeentes Usquert en Warffum, de Johannieter Ridders hebben een grote rol gespeeld in het gebied waar de gemeente Eemsmond nu ligt.
- Franse lelie: de Franse lelie komt uit het dorp Kantens. Het is het attribuut van de Heilige Juliana, patrones van de aldaar gelegen Benedictijner abdij. Het zou tevens symbool staan voor de familie Alberda. Deze familie heeft samen met de Johannieter Ridders een grote rol in het gebied gespeeld.
- Wapenspreuk: de wapenspreuk EX UNDIS gaat terug tot het uit 1886 stammende gemeentewapen van Uithuizen. Het is Latijn en betekent 'uit de golven'.

## Blazoen
De beschrijving van het wapen luidt als volgt:
In azuur een zeemeermin, vergezeld rechtsboven van een lelie en linksboven van een Johannieter kruis, alles van zilver. Het schild gedekt met een gouden kroon van vijf bladeren. Wapenspreuk: EX UNDIS in Latijnse letters van sabel op een lint van zilver.
Het schild is blauw van kleur met daarop een zilveren zeemeermin. De zeemeermin heeft haar armen gespreid en haar staart krult naar linksboven. Rechtsboven de zeemeermin staat een zilveren Franse lelie. Linksboven de zeemeermin staat een zilveren Johannieter-kruis. Merk op dat in de heraldiek links en rechts van achter het wapen gezien zijn. Voor de toeschouwer zijn deze dus verwisseld.
Het schild wordt gekroond door een gouden kroon van vijf bladeren. Onder het schild is de wapenspreuk EX UNDIS geplaatst. Het lint waarop de spreuk staat is van zilver en de letters zijn zwart. De tekst betekent: "uit de golven" en verwijst naar het ontstaan van het gebied dat op de zee is veroverd.

## Vergelijkbare wapens
De volgende wapens hebben overeenkomsten met het wapen van Eemsmond:

Het wapen van Uithuizen
Het wapen van Hefshuizen
Het wapen van Uithuizermeeden
Het wapen van Usquert
Het wapen van Warffum
Wapen van Alberda

Adorp
· Aduard
· Appingedam
· Baflo
· Bedum
· Beerta
· Bellingwedde
· Bellingwolde
· Bierum
· De Marne
· Delfzijl 
· Eemsmond
· Eenrum
· Ezinge
· Finsterwolde
· Grijpskerk
· Grootegast
· Haren
· Hefshuizen
· Hoogezand
· Hoogezand-Sappemeer
· Hoogkerk
· Kantens
· Kloosterburen
· Leek
· Leens
· Loppersum
· Marum
· Meeden
· Menterwolde
· Middelstum
· Midwolda
· Muntendam
· Nieuweschans
· Nieuwe Pekela
· Nieuwolda
· Noordbroek
· Noorddijk
· Oldehove
· Oldekerk
· Onstwedde
· Oosterbroek
· Oude Pekela
· Reiderland
· Sappemeer
· Scheemda
· Slochteren
· Stedum
· Ten Boer
· Termunten
· Uithuizen
· Uithuizermeeden
· Ulrum
· Usquert
· Vlagtwedde
· Warffum
· Wedde
· Wildervank
· Winschoten
· Winsum
· 't Zandt
· Zuidbroek
· Zuidhorn